# آبشار سیلور استراند
آبشار سیلور استراند (به انگلیسی: Silver Strand Falls) آبشاری است که در پارک ملی یوسیمیتی، کالیفرنیا، ایالات متحده آمریکا واقع شده و ارتفاع کلی ریزشگاه آن ۵۷۴ فوت (۱۷۵ متر) است.